# Tractat de Roma (1924)
|  | Per a altres significats, vegeu «Tractat de Roma (desambiguació)». |

Amb el Tractat de Roma (27 gener 1924) el Regne d'Itàlia i el Regne dels Serbis, Croates i Eslovens (després, Iugoslàvia), acordaren conjuntament la dissolució de l'Estat Lliure de Fiume i la seva incorporació a Itàlia. Mentre, el suburbi portuari de Sussak passaria a sobirania iugoslava.  

## La qüestió fiumana
El 1867 la ciutat de Fiume s'integrava al Regne d'Hongria com a Corpus Separatum. En funció d'això, la ciutat gaudiria d'una ample autonomia amb el seu propi governador; es mantindrien els seus estatuts i antics privilegis entre els quals l'ús de l'italià com a llengua oficial i la capacitat d'enviar directament els seus propis representants a la Dieta magiar. 
A la Conferència de pau de París, posterior a la fi de la I Guerra Mundial, els plenipotenciaris italians Vittorio Emanuele Orlando i Sidney Sonnino demanaren a més de l'aplicació del Pacte de Londres, l'annexió de Fiume a Itàlia basant-se en què els fiumians eren, majoritàriament de llengua i cultura italiana.
Aquestes reivindicacions trobaren la ferma oposició del president dels Estats Units Woodrow Wilson, el qual, el 19 abril 1919, va avançar la proposta de crear un Estat Lliure de Fiume, explicant que la ciutat istriana havia de ser un port útil per tota l'Europa balcànica i que les reivindicacions italianes als territoris a l'est de l'Adriàtic anaven contra dels catorze punts proposats per ell per establir una pau a Europa. 
La reacció dels nacionalistes i excombatents italians fou rabiosa i, el 12 setembre de 1919, una força voluntària irregular guiada pel poeta Gabriele d'Annunzio integrada aproximadament per 2500 legionaris, ocuparen la ciutat en el que s'ha anomenat Empresa de Fiume. Amb aquest fet, els voluntaris liderats pel poeta italià reivindicaven la plena annexió de Fiume a Itàlia. A l'espera de veure aconseguit aquest objectiu, D'Annunzio va proclamar la Regència Italiana del Carnaro com a Estat independent.

## El Tractat de Rapallo i la constitució de l'Estat Lliure de Fiume
Amb la formació d'un nou govern l'abril del 1920 ara sota la presidència de Giovanni Giolitti, el Ministeri d'Afers Estrangers italià va ser confiat a Carlo Sforza. Diplomàtic de carrera, Sforza havia estat ambaixador davant Sèrbia entre 1916 i 1918. Durant aquests anys va arribar a establir estretes relacions amb els polítics serbis. 
Les relacions entre Itàlia i el nou Regne dels Serbis, Croates i Eslovens, tot i la iniciativa de D'Annunzio, es dirigiren cap a la normalització. Efectivament, els dos Estats van decidir de trobar-se en territori italià, a partir del 7 novembre 1920, en la Vila Spinola (avui coneguda també com a Vila del tractat), al barri de San Michele de Pagana prop de Rapallo. Les negociacions van durar pocs dies i finalment el 12 novembre 1920, els dos Regnes signaven el Tractat de Rapallo. Itàlia i el Regne dels Serbis, dels Croats i dels Eslovens van establir per consens les pròpies fronteres (fixades exactament al vessant dels Alps Julians) i van reconèixer Fiume com a estat lliure i independent.
D'acord amb l'article IV del Tractat l'Estat Lliure de Fiume comprenia per territori l'anomenat "Corpus separatum", "delimitat dels confins de la ciutat i del districte de Fiume", i una ulterior franja que hauria garantit la continuïtat territorial amb el Regne d'Itàlia. A més, els dos governs acordaven la constitució d'un Consorci format pels tres estats (l'italià, el iugoslau i el fiumià per tal de gestionar el port de la ciutat adriàtica i tutelar el seu desenvolupament conjunt amb en enllaç amb l'interior. D'aquesta manera, la ciutat de Fiume hauria aconseguit un status internacional semblant al d'un Principat de Mònaco italianòfon sobre la mar Adriàtica.
Davant el rebuig de D'Annunzio de deixar la "Regència", les tropes regulars de l'exèrcit italià van desallotjar cruentament la ciutat, provocant una cinquantena de víctimes (Nadal del 1920). (Nadal de sang)

## El repartiment de l'Estat Lliure de Fiume

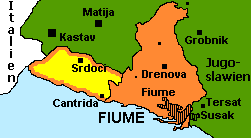
El districte de Fiume i, en groc,,la franja de terra que unia la ciutat amb la resta d'Itàlia d'acord amb el Tractat de Rapallo.

L'Estat Lliure de Fiume fou reconegut per molts països, inclosos els Estats Units d'Amèrica, França i el Regne Unit. Tot i això, existirà de facto durant un any i de iure quatre anys. El consorci per la gestió del port no s'arribà a crear mai. 
El 24 d'abril del 1921 es van dur a terme les primeres eleccions parlamentàries i Riccardo Zanella, cap del Moviment Autonomista, esdevé President de l'Estat Lliure. El 3 març 1922, un cop d'Estat tall nacionalista italià, dirigit per l'exlegionari i diputat feixista Francesco Giunta obligà Zanella a dimitir i cedir els seus poders a un Comitè de Defensa ciutadà. Després de diverses vicissituds, el 17 setembre 1923 el general Gaetano Giardino és nomenat per Mussolini governador militar de la ciutat amb l'encàrrec de controlar l'orde públic. Mentrestant, començaven les negociacions entre el Regne d'Itàlia i el dels Serbis, croates i eslovens per posar fi a l'Estat lliure de Fiume. Finalment els dos estats signaven el 27 de gener del 1924 el Tractat de Roma, també anomenat "Pacte d'amistat i de col·laboració cordial", pel qual els dos estats acordaven el repartiment del territori de l'antic Estat lliure de Fiume. El tractat reconeixia la sobirania iugoslava sobre el delta del riu Eneo, incloent-hi el barri de Porto Baross, i sobre la part septentrional del districte de Fiume. Per la seva banda, la ciutat passava a sobirania italiana com també una franja de terra que unia Fiume amb la resta d'Itàlia. La delimitació definitiva de les fronteres serien ratificades finalment amb el Conveni de Nettuno de 20 juliol 1925 [5]. A partir d'aquest acord, Fiume passava a ser plenament una ciutat italiana i capital de la província homònima fins a la fi de la Segona Guerra Mundial.